# باشگاه فوتبال وایله بلدکلوب
باشگاه فوتبال وایله بلدکلوب (انگلیسی: Vejle Boldklub) یک تیم فوتبال حرفه ای در شهر وایله کشور دانمارک است که در سال ۱۸۹۱ تشکیل شده است و در لیگ برتر دانمارک بازی می‌کند. باشگاه وایله یکی از قدیمی ترین باشگاه های فوتبال جهان است. از مهمترین افتخارات این باشگاه می‌توان به سه قهرمانی در لیگ برتر دانمارک و چهار قهرمانی در جام حذفی دانمارک و سه قهرمانی در لیگ یک دانمارک و سابقه حضور در لیگ اروپا اشاره کرد.